# Vanessa Zima
Vanessa Zima (Phillipsburg, 17 dicembre 1986) è un'attrice statunitense.

## Biografia
Zima è nata a Phillipsburg nel New Jersey, figlia di Dennis e Marie Zima. Il suo cognome significa "inverno" in polacco e deriva dalla sua nonna materna, che veniva dalla Polonia.

## Carriera
Zima ha recitato in film come Il club delle baby sitter (1995), L'oro di Ulisse (1997), Wicked (1998) e The Brainiacs.com (2000). È anche apparsa in serie televisive, come Murder One, In tribunale con Lynn, Giudice Amy, Dr. House - Medical Division e Scandal.

## Vita privata
Zima ha una sorella maggiore, Madeline, e una sorella minore, Yvonne, entrambe attrici.

## Filmografia

### Cinema
- Il club delle baby sitter (The Baby-Sitters Club), regia di Melanie Mayron (1995)
- L'oro di Ulisse (Ulee's Gold), regia di Victor Nunez (1997)
- La catena del male (Wicked), regia di Michael Steinberg (1998)
- The Rose Sisters, regia di Karen Leigh Hopkins (1998)
- Papà, comando io (The Brainiacs.com), regia di Blair Treu (2000)
- Zoe, regia di Deborah Attoinese (2001)
- Cavedweller, regia di Lisa Cholodenko (2004)
- The Far Side of Jericho, regia di Tim Hunter (2006)
- The Absent, regia di Sage Bannick (2011)
- Metered, regia di Jeff Bourg - cortometraggio (2011)
- Destruction Party, regia di Amanda Mae Meyncke - cortometraggio (2011)
- The Automatic Hate, regia di Justin Lerner (2015)
- Killer Weekend, regia di Jamielyn Lippman (2020)

### Televisione
- La tata (The Nanny) – serie TV, episodi 2x04-2x05 (1994)
- Murder One – serie TV, 9 episodi (1995-1996)
- Crisis Center – serie TV, episodio 1x02 (1997)
- The Visitor – serie TV, episodio 1x05 (1997)
- In tribunale con Lynn (Family Law) – serie TV, episodio 2x02 (2000)
- Giudice Amy (Judging Amy) – serie TV, episodio 5x15 (2004)
- Dr. House - Medical Division (House M.D.) – serie TV, episodio 5x06 (2008)
- Scandal – serie TV, episodio 2x02 (2012)
- Deadly Daughters, regia di Curtis Crawford e Anthony Lefresne - film TV (2016)

## Premi e candidature
Nel 1998 Zima ottenne una candidatura per un Young Artist Award nel Young Artist Awards for Best Performance in a Feature Film by a Supporting Young Actress per L'oro di Ulisse (1997).